# Knud Børge Overgaard
Knud Børge Overgaard (Viby, 21 de março de 1918 - 20 de outubro de 1985) foi um futebolista dinamarquês, medalhista olímpico. 

## Carreira
Knud Børge Overgaard fez parte do elenco medalha de bronze, nos Jogos Olímpicos de 1948.

## Ligações Externas
- Perfil olímpico